# Greyia
Greyia es un género botánico de plantas en la familia Melianthaceae. 

## Especies
- Greyia flanaganii, Bolus
- Greyia radlkoferi